# 定友駅
定友駅（さだともえき）は、かつて福井県今立郡今立町（現・越前市）定友にあった福井鉄道南越線の駅である。同線粟田部 - 戸ノ口間の部分廃止とともに廃駅となった。

## 歴史
- 1924年（大正13年）9月1日：岡本新 - 戸ノ口間開業に伴い開業。
- 1941年（昭和16年）7月2日：福武電気鉄道への合併により同社の駅となる。
- 1945年（昭和20年）8月1日：福武電気鉄道が福井鉄道へ改称したことにより同社の駅となる。
- 1971年（昭和46年）9月1日：粟田部 - 戸ノ口間廃線により廃駅。

## 駅構造
単式ホーム1面1線と待避線1線と引込線1線を有する駅だった。小さな木造駅舎と簡素な待合室があった。プラットホームは他の駅よりもやや広めだった。
近くの映画館へのフィルムが小荷物として到着していた時代もあったが晩年は無人駅となっていた。

## 駅跡
駅の名をとどめるものは残っていない。

## 隣の駅
福井鉄道
南越線（廃止）
岡本新駅 - 定友駅 - 野岡駅